# トレスマリアス選手権
トレスマリアス選手権（英語: The Tres Marias Championship）は全米女子プロゴルフ協会 (LPGA) ツアーの公式戦。2005年よりメキシコ・ミチョアカン州モレリアのトレスマリアス・レジデンシャルゴルフクラブで開催されている。
2005年から2009年まで、トーナメントの冠スポンサーはコロナビールで知られるメキシコの最大手ビール会社モデロ社であった。

## トーナメント名の変遷
- 2005年-2006年：コロナ・モレリア選手権 (英語: Corona Morelia Championship)
- 2007年-2009年：コロナ選手権 (英語: Corona Championship)
- 2010年：トレスマリアス選手権

## 歴代優勝者
| 開催年 | 開催日         | 優勝               | 国           | スコア    | コース                         | 賞金総額   | 優勝賞金 |
| ------ | -------------- | ------------------ | ------------ | --------- | ------------------------------ | ---------- | -------- |
| 2010年 | 4月29日-5月2日 | 宮里藍             | 日本         | 273 (-19) | トレスマリアスレジデンシャルGC | $1,300,000 | $195,000 |
| 2009年 | 4月23-26日     | ロレーナ・オチョア | メキシコ     | 267 (-25) | トレスマリアスレジデンシャルGC | $1,300,000 | $195,000 |
| 2008年 | 4月10-13日     | ロレーナ・オチョア | メキシコ     | 267 (-25) | トレスマリアスレジデンシャルGC | $1,300,000 | $195,000 |
| 2007年 | 4月26-29日     | シルビア・カバレリ | イタリア     | 272 (-20) | トレスマリアスレジデンシャルGC | $1,300,000 | $195,000 |
| 2006年 | 10月5-8日      | ロレーナ・オチョア | メキシコ     | 272 (-20) | トレスマリアスレジデンシャルGC | $1,000,000 | $150,000 |
| 2005年 | 4月21-24日     | カリン・コーク     | スウェーデン | 279 (-9)  | トレスマリアスレジデンシャルGC | $1,000,000 | $150,000 |

## トーナメントレコード
| 年     | 選手   | スコア   | ラウンド | コース                                 |
| ------ | ------ | -------- | -------- | -------------------------------------- |
| 2010年 | 宮里藍 | 63 (-10) | 初日     | トレスマリアスレジデンシャルGC、パー73 |